# Guillaume de Dole
De Roman de la Rose van Jean Renart is een middeleeuwse ridderroman uit het begin van de 13e eeuw. Om deze roman te onderscheiden van de bekendere en jongere Roman de la Rose van Guillaume de Lorris en Jean de Meung wordt deze roman meestal Guillaume de Dole genoemd. De roman is geschreven door Jean Renart in het Frans en speelt zich af in het Maasland, de streek rond Keulen en in de Rijnlandse steden Mainz, Frankfurt en Speyer. De actie speelt zich af in een voor de schrijver tamelijk recent verleden. De tekst is overgeleverd in een enkel handschrift dat nog drie andere ridderromans bevat en dat wordt bewaard in de Vaticaanse Bibliotheek (MS Regina 1725).
De roman bestaat uit bijna 6.000 verzen, waarin 46 liederen zijn ingevoegd. Deze liederen zijn een mengeling van bekende en onbekendere liederen van troubadours, volksliedjes en ook een strofe uit Gerbert de Metz.
Men vertelt de Duitse keizer Conrad een verhaal dat plots wordt afgebroken wanneer Conrad de naam van de mooie Liénor hoort. De keizer wordt plotsklaps verliefd. Hij nodigt haar broer Guillaume de Dole uit aan zijn hof.  Hij organiseert een tornooi in Sint-Truiden om de familie van zijn geliefde aan zich te binden. Maar een jaloerse seneschalk overtuigt de keizer dat hij Liénor al heeft ontmaagd en vertelt over het teken van een roos op haar dij. Liénor ontmaskert echter de seneschalk en zijn  leugen en zo kan zij met Conrad trouwen.  
De roman kenmerkt zich door een traag handelingstempo en veel aandacht voor hoofse scènes. De Franse literatuurhistoricus Michel Zink noemt het werk "een gesofisticeerde commentaar op de kunst van het dichten". Jozef Janssens typeert het als "een ironische reactie op de hoofse ridderroman".